# Peter Liehr
Peter Liehr (* 10. Dezember 1966 in Leverkusen; † 20. Dezember 2016 in Köln) war ein deutscher Autor und Übersetzer.

## Tätigkeit
Peter Liehr arbeitete als freischaffender Autor vorwiegend im Comic-Bereich. Zu seinen Publikationen zählen Veröffentlichungen in Deutschland, Spanien, Frankreich und den USA. Zusammen mit dem deutschen Comic-Künstler Peter Schaaff verfasste er die Geschichte Green für das US-amerikanische Tales of the Teenage Mutant Ninja Turtles Magazin #3. Später arbeiteten beide an einem Bildungscomic-Programm für das Bundesland Nordrhein-Westfalen. Auch mit dem belgischen Comic-Künstler Philippe DeSutter arbeitete Liehr an zwei Projekten. 
Neben der Comic-Tätigkeit verfasste er auch Artikel für diverse Magazine, wie das Tim und Struppi-Magazin. Für die Red Step-Filmproduktion schrieb er das Drehbuch für Conspiracy. Nach diversen Unstimmigkeiten bezüglich der Realisierung verließ er die Produktion und wird auf eigenen Wunsch nicht in den Credits aufgeführt. Danach folgte ein Italo-Western-Projekt. Bedingt durch seine Leidenschaft für Sammelkartenspiele wie Yu-Gi-Oh! oder World of Warcraft kam Liehr zum Übersetzen von Sammelkarten und Rollenspielbüchern.
Liehr verstarb überraschend am 20. Dezember 2016 in Köln, nachdem er einen Herzinfarkt erlitten hatte.